# アーバン・マイヤー
アーバン・フランク・マイヤー三世（Urban Frank Meyer III、1964年7月10日 - ）は、アメリカ合衆国オハイオ州トレド出身のアメリカンフットボール指導者。2021年シーズンには途中までナショナル・フットボール・リーグ（NFL）のジャクソンビル・ジャガーズにてヘッドコーチを務めた。
これまで、2001年から2002年までボーリング・グリーン州立大学、2003年から2004年までユタ大学、2005年から2010年までフロリダ大学、そして2012年から2018年までオハイオ州立大学のヘッドコーチを務めていた。 2019年のローズボウルを最後にコーチ業を引退し、オハイオ州立大学にはアスレチック・ディレクター補佐として残り、FOXスポーツのアナリストとして、テレビ番組にレギュラー出演していた。しかし2021年、引退を撤回してジャクソンビル・ジャガーズのヘッドコーチに就任し、初となるNFLの職務に就くこととなった。だが2021年12月、チームが2勝11敗となりプレーオフを逃した段階で解雇された。

## 概要

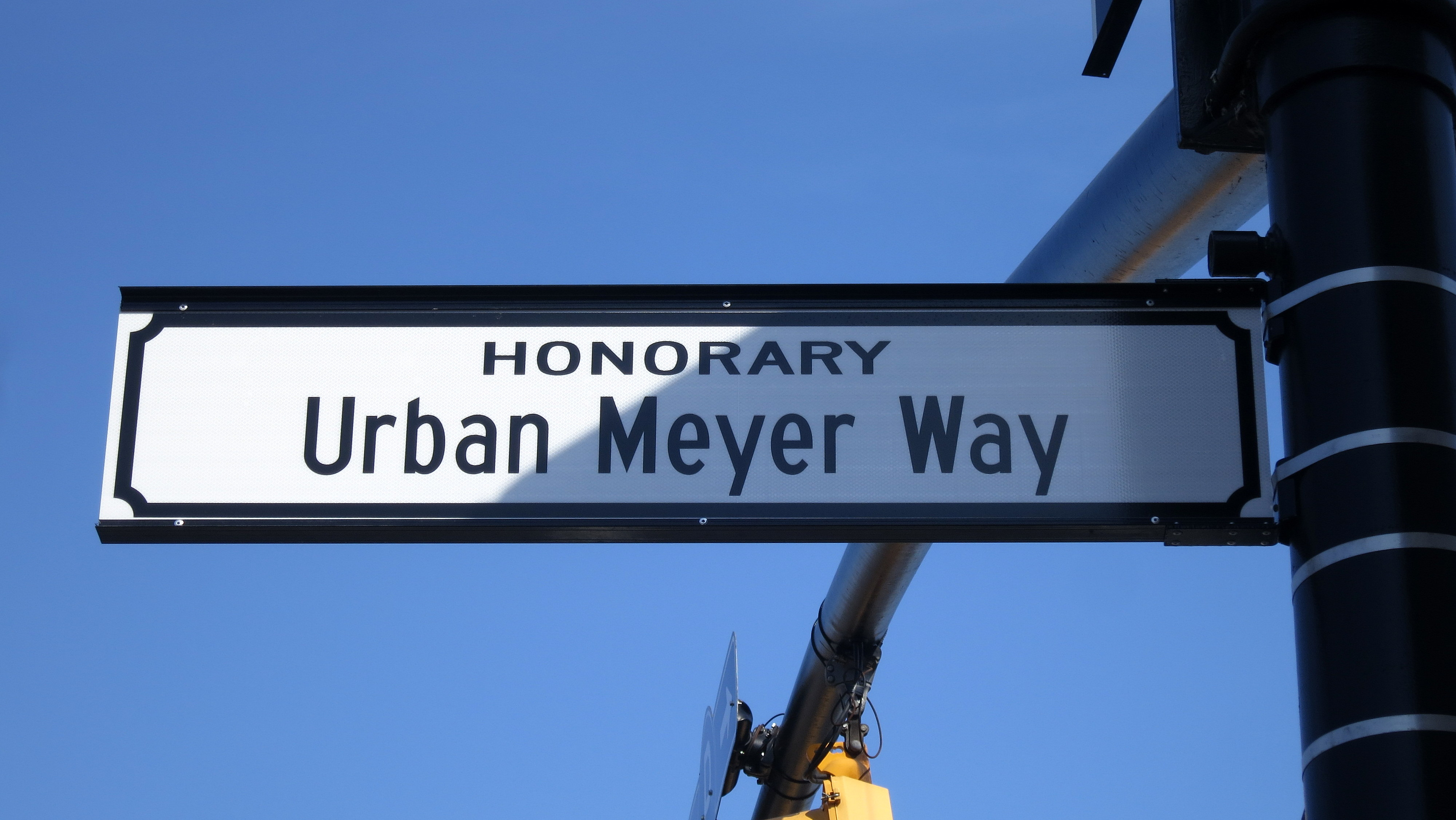
オハイオ州ダブリンにあるマイヤーの名を冠した通り

オハイオ州トレドで生まれ、その後アシュタビューラに転居した。1982年、セント・ジョン学校卒業時にMLBドラフト13巡目でアトランタ・ブレーブスに遊撃手として指名され、その後ブレーブス傘下のマイナーリーグで2シーズンを過ごした。シンシナティ大学ではディフェンシブバックとしてプレーし、1986年に心理学の学士を取得した。卒業後はオハイオ州立大学に進み、1988年にスポーツ管理学の修士号を取得した。
シンシナティ大学卒業後にコーチ業を始め、のちにカレッジフットボールのコーチ業に就く。フロリダ大学のヘッドコーチ時代は、2006年と2008年にBCSナショナル・チャンピオンシップ・ゲームで優勝。2011年に一時的にコーチ業を引退した後、ESPNでカレッジフットボールのアナリストとして活躍し、その後オハイオ州立大学のヘッドコーチに就任した。2014年には、初のビッグ・テン・カンファレンス優勝と8回目の全米優勝を果たした。